# Neffelbachverband
Der Neffelbachverband war ein Wasserverband, der die Aufgabe hatte, den Neffelbach auf dem Gebiet des Kreises Düren zwischen der Kreisgrenze bei Bessenich (Kreis Euskirchen) und Niederbolheim (Rhein-Erft-Kreis) zu unterhalten.
Der Neffelbach entspringt bei Wollersheim und mündet nach 40,3 km bei Kerpen in die Erft. Für die Unterhaltung des Bachlaufes im Kreis Düren wurde 1956 ein Verband gegründet. Diese Gründung wurde bereits 1936 angeregt, da die Industrien in Zülpich und Vettweiß des Bach für ihre Abwässer nutzten. Dieser Zustand war nicht mehr hinnehmbar. Diese Bestrebungen wurde nach dem Zweiten Weltkrieg 1953 wieder aufgenommen. Am 22. März 1956 wurde der Neffelbachverband unter dem Vorsitz des Dürener Oberkreisdirektors Eduard Bierhoff gegründet. Die Geschäftsführung hatte die Gemeinde Vettweiß übernommen. Nachdem in Gladbach die Sonderschule für Nörvenich und Vettweiß Anfang der 1980er Jahre gegründet worden war, übernahm nach einer Vereinbarung zwischen dem Vettweißer Gemeindedirektor Matthias Schick und dem Nörvenicher Gemeindedirektor Gerd Bandilla die Verwaltung der Schule die Gemeinde Vettweiß und der Sitz des Neffelbachverbandes wurde zur Gemeindeverwaltung Nörvenich verlegt.
Nach einer Verordnung des Oberpräsidenten der Rheinprovinz vom 17. Dezember 1935 ist dieser Wasserlauf von der Straßenbrücke in Embken bis zur Mündung in die Erft als Lauf 2. Ordnung bestimmt.
Die Unterhaltung des Baches wurde durch die Neufassung des Gesetzes über den Erftverband (ErftVG) vom 3. Januar 1986 mit Wirkung vom 28. Januar 1993 in den Erftverband eingegliedert. Der Erftverband war vor und hinter dem Gebiet des Neffelbachverbandes bereits unterhaltspflichtig. Der Neffelbachverband löste sich dann zum 31. März 1993 auf.